# Live 8
Live 8 (з англ.: «Жива 8», читається «Лайв Ейт») — міжнародний благодійний фестиваль, що відбувся 2 липня 2005 року в країнах G8 та ПАР. Захід було проведено у двадцяту річницю попередньої, організованої Бобом Гелдофом, подібної акції — «Live Aid», та напередодні 31-го саміту Великої Вісімки, з метою привернення уваги урядів цих країн до питання боротьби з бідністю в світі і, зокрема, на Африканському континенті.

## Концерти та учасники
Основну частину фестивалю «Live 8» склали 10 концертів, що відбулися 2 липня 2005. Заключний концерт було проведено 6 липня в Единбурзі, столиці Шотландії, де з 6 по 8 липня, в містечку Аухтерардер, і проходив саміт Великої Вісімки. У фестивалі взяли участь 150 гуртів та 1 250 музикантів з усього світу, загальна глядацька аудиторія склала близько 3 мільярдів осіб. Квитки на усі концерти розповсюджувалися виключно безкоштовно.
Однією з найвизначніших подій фестивалю став виступ гурту «Pink Floyd», вперше за останні 24 роки і, як виявилося востаннє, у його класичному складі: Роджер Вотерс, Девід Гілмор, Нік Мейсон та Річард Райт. Окрім рок та поп-музикантів, участь у «Live 8» також взяли й відомі політики, громадські діячі, актори кіно, зокрема Білл Гейтс, Рікі Джервейс, Кофі Аннан, Вілл Сміт, Бред Пітт, Девід Бекхем та інші.
| Дата         | Місце проведення                             | Учасники |
| ------------ | -------------------------------------------- | --- |
| 2 липня 2005 | Велика Британія, Лондон Гайд-парк            | Африканський дитячий хор • Енні Леннокс • Боб Гелдоф • Coldplay • Dido • Елтон Джон • Джосс Стоун • Keane • The Killers • Мадонна • Мерая Кері • Ms Dynamite • Пол Маккартні • Pink Floyd • Razorlight • R.E.M. • Роббі Вільямс • Scissor Sisters • Snoop Dogg • Snow Patrol • Stereophonics • Стінг • Travis • U2 • UB40 • Velvet Revolver • The Who                                    |
| 2 липня 2005 | Франція, Париж Версальський палац            | Андреа Бочеллі та Оркестр «Філармонія Націй» • Амель Бент • Аксель Ред • Калогеро • Cerrone / Найл Роджерс • Крейг Девід • The Cure • Девід Холлідей • Diam's • Dido • Disiz La Peste • Faudel • Флоран Паньї • Кул Шен • KYO • Луїс Бертігнак • Matt copora • Muse • Placebo • Raphael • Шакіра • Шеріл Кроу • Тіна Арена • Яннік Ноа • Юссу Н'Ду                                       |
| 2 липня 2005 | Німеччина, Берлін Колонна Перемоги           | a-ha • Audioslave • BAP • Браян Вілсон • Кріс де Бург • Crosby, Stills & Nash • Die Toten Hosen • Faithless • Green Day • Герберт Ґрьонемеєр • Йоана Ціммер • Хуан Дієго Флорес • Juli • Кетрін Дженкінс • Reamonn • Рене Олстід • Roxy Music • Саша Шмітц • Silbermond • Söhne Mannheims • Wir sind Helden                                                                              |
| 2 липня 2005 | Італія, Рим Circus Maximus                   | Антонелло Вендітті • Articolo 31 • Б'яджо Антоначчі • Клаудіо Бальоні • Duran Duran • Еліза Тоффолі • Фейт Гілл • Франческо Де Ґреґорі • Gemelli Diversi • Ірене Ґранді • Джованотті • Лаура Паузіні • Le Vibrazioni • Лучіано Ліґабуе • Макс Пеццалі • Negramaro • Negrita • Nek • Noa • П'єро Пелу • Піно Даніеле • Джузеппе Повіа • Ренато Дзеро • Тім Макгроу • Tiromancino • Velvet |
| 2 липня 2005 | США, Філадельфія Музей мистецтв Філадельфії  | Аліша Кіз • The Black Eyed Peas • Bon Jovi • Dave Matthews Band • Def Leppard • Destiny's Child • Jay-Z • Джош Гробан • Kaiser Chiefs • Кіт Урбан • Linkin Park • Maroon 5 • P. Diddy • Роб Томас • Сара Маклахлан • Стіві Вандер • Тобі Кіт |
| 2 липня 2005 | Канада, Беррі Park Place                     | African Guitar Summit • Barenaked Ladies • Blue Rodeo • Брюс Кокберн • Браян Адамс • The Bachman Cummings Band • Deep Purple • Дерріл Макденіелз • DobaCaracol • Ґордон Лайтфут • Great Big Sea • Джен Арден • Jet • Les Trois Accords • Mötley Crüe • Our Lady Peace • Сем Робертс • Simple Plan • Tegan and Sara • The Tragically Hip • Том Кокрейн                                    |
| 2 липня 2005 | Японія, Токіо Makuhari Messe                 | Бйорк • Def Tech • Dreams Come True • Good Charlotte • McFly • Rize |
| 2 липня 2005 | ПАР, Йоганнесбург Площа Мері Фіцджеральд     | 4Peace Ensemble • Джабу Ханійль та Баєт • Lindiwe • Лакі Дубе • Mahotella Queens • Malaika • Orchestra Baobab • Уму Сангаре • Вусі Махласела • Zola |
| 2 липня 2005 | Росія, Москва Красна площа                   | Агата Крісті • Альона Свиридова • БИ-2 • Дельфін • Гарик Сукачов • Джанго • Лінда • Моральний кодекс • Pet Shop Boys • Red Elvises |
| 2 липня 2005 | Велика Британія, Корнуол Проект Едем         | Анжеліка Кіджо • Мер'єм Мурсал • Саліф Кейта • Томас Мепфумо • Tinariwen • Daara J • Shikisha • Аюб Огада • Modou Diouf & O Fogum |
| 6 липня 2005 | Велика Британія, Единбург Стадіон Мюррейфілд | 1 Giant Leap та Вілл Янг • Беверлі Найт • The Corrs • Джеффрі Орієма • Джеймі Каллум • Джеймс Браун • Embrace • Енні Леннокс • Feeder • Боб Гелдоф • Кетрін Дженкінс • Ленні Генрі • Мідж Юр • Пітер Кей • The Proclaimers • McFly • Ронан Кітінг • Snow Patrol • Sugababes • Texas • The Thrills • Travis • Юссу Н'Ду та Нене Черрі • Wet Wet Wet                                       |

## Галерея

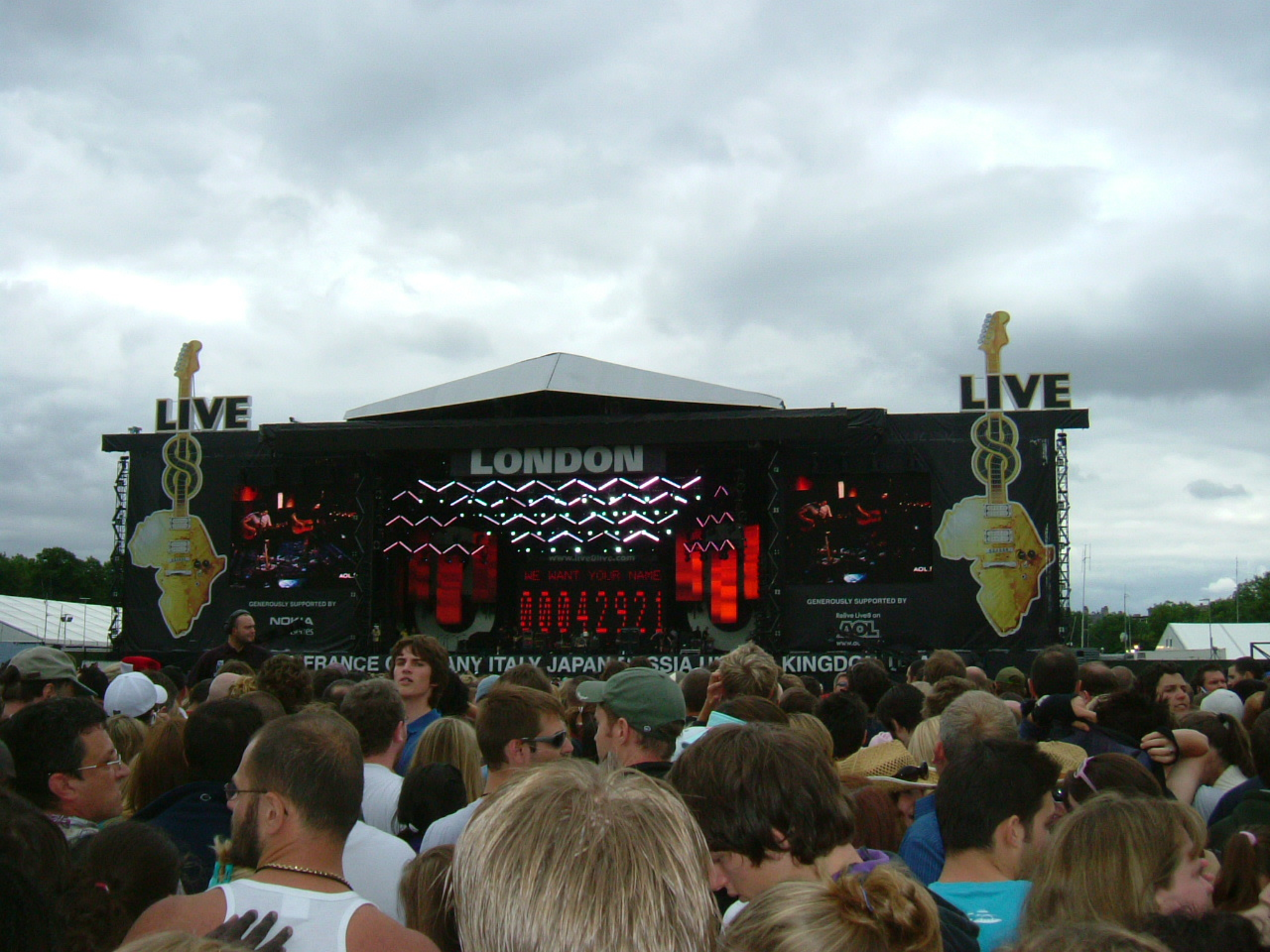
Live 8. Лондон
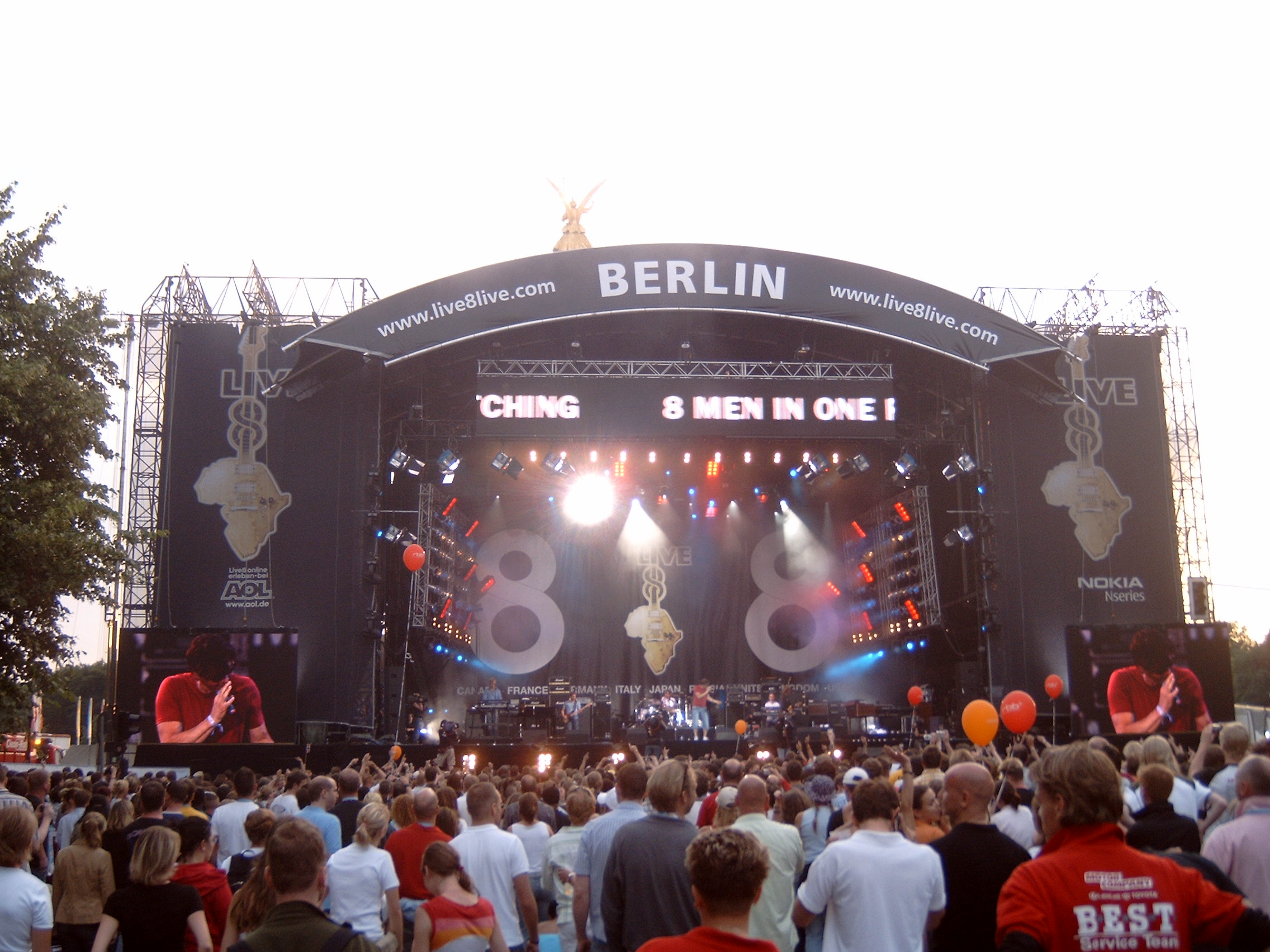
Live 8. Берлін
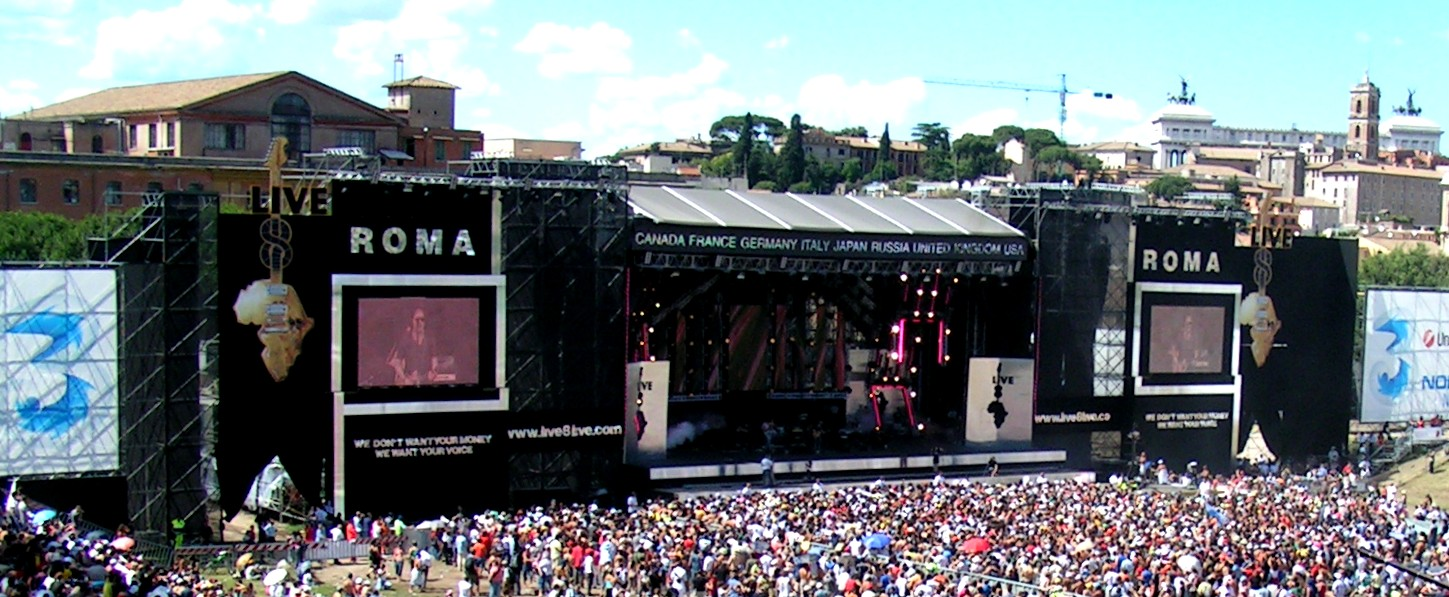
Live 8. Рим
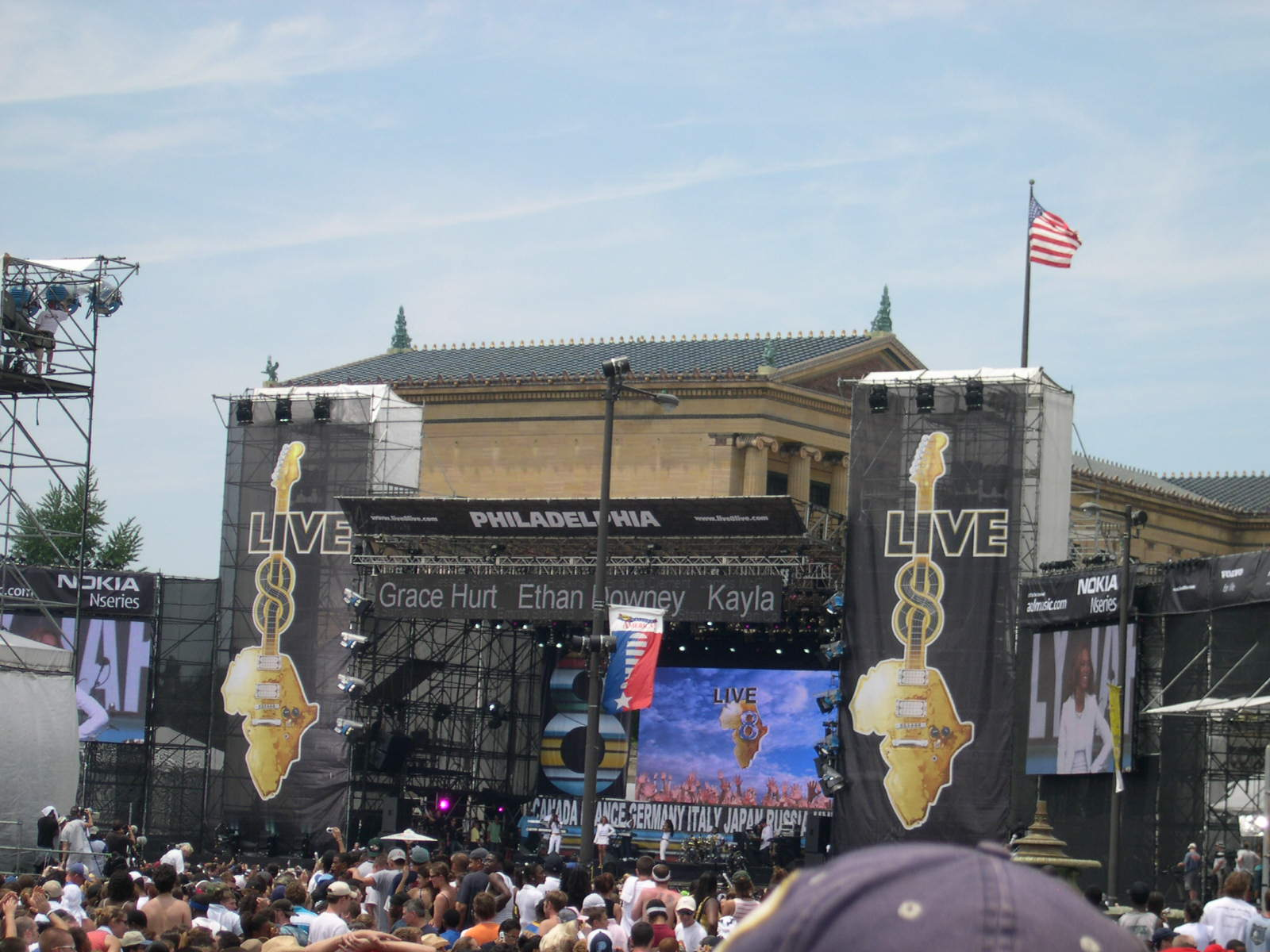
Live 8. Філадельфія
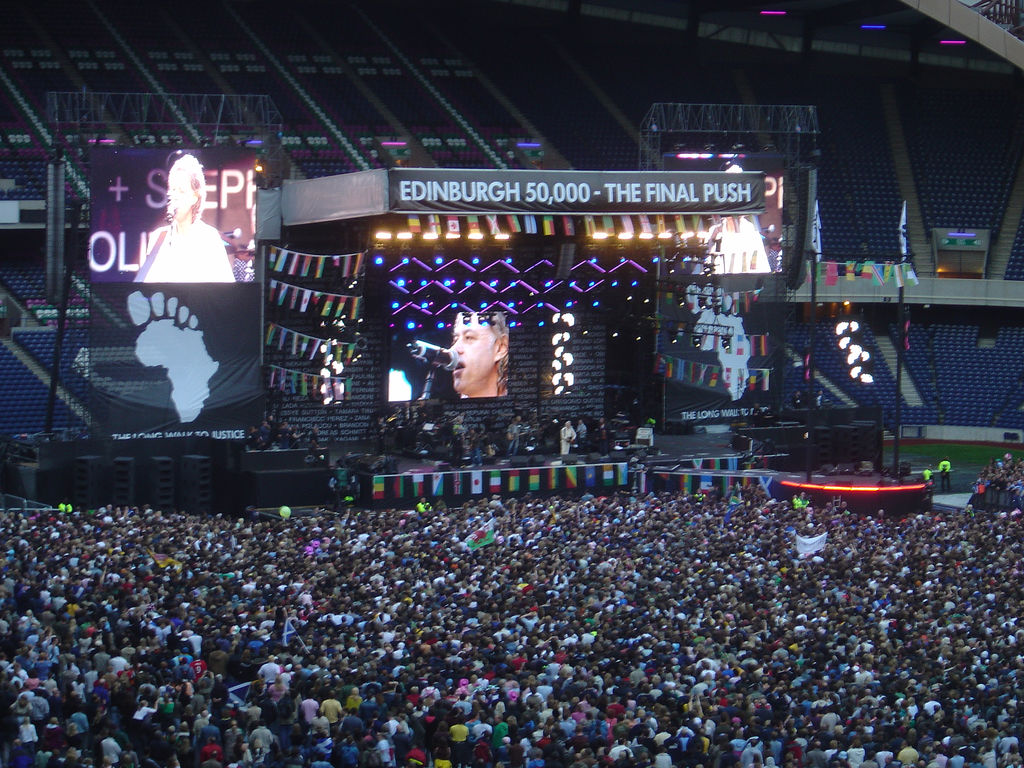
Live 8. Единбург

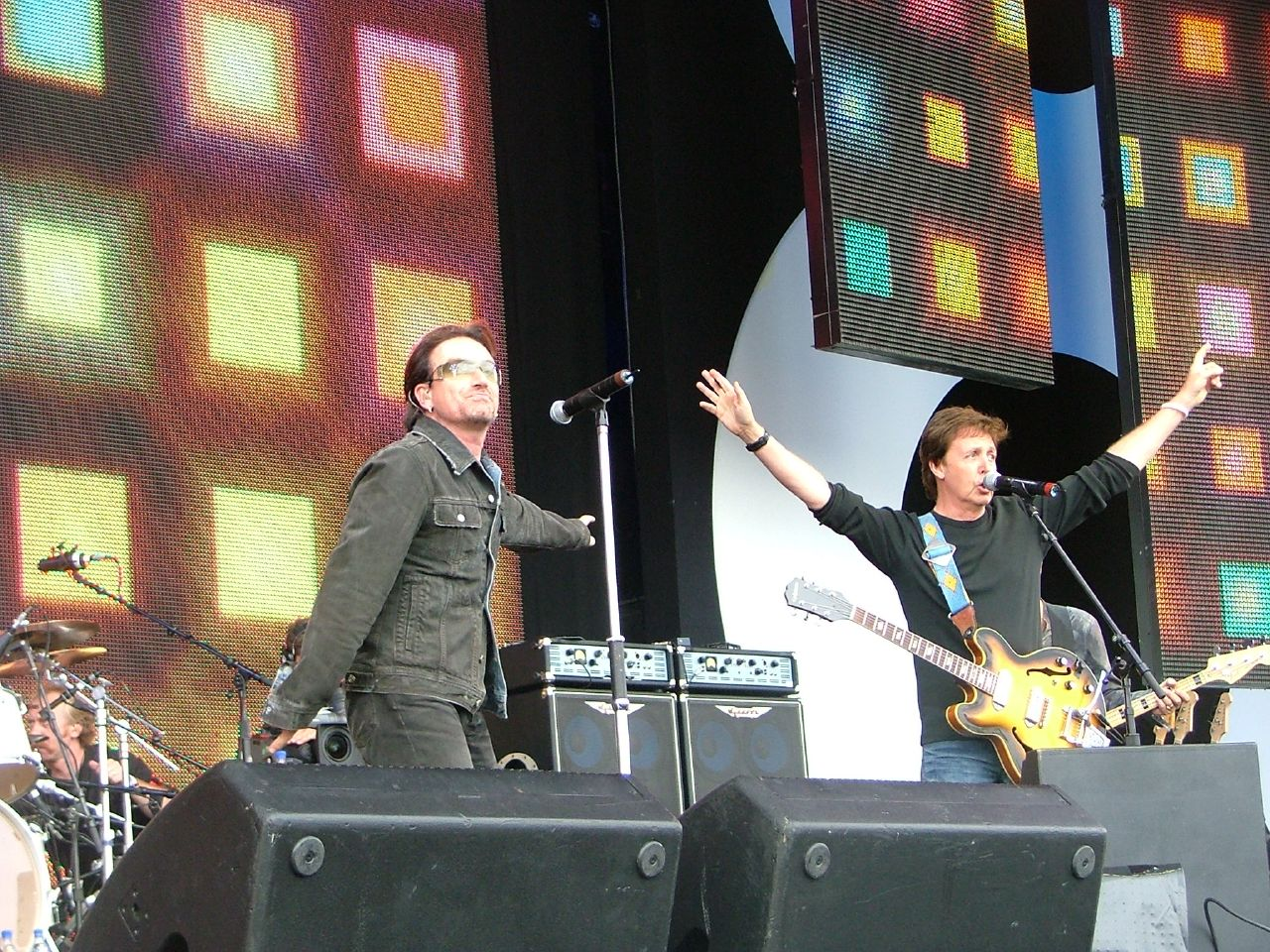
Боно та Пол Маккартні
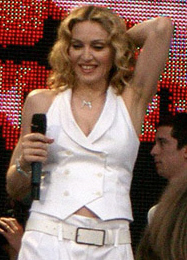
Мадонна
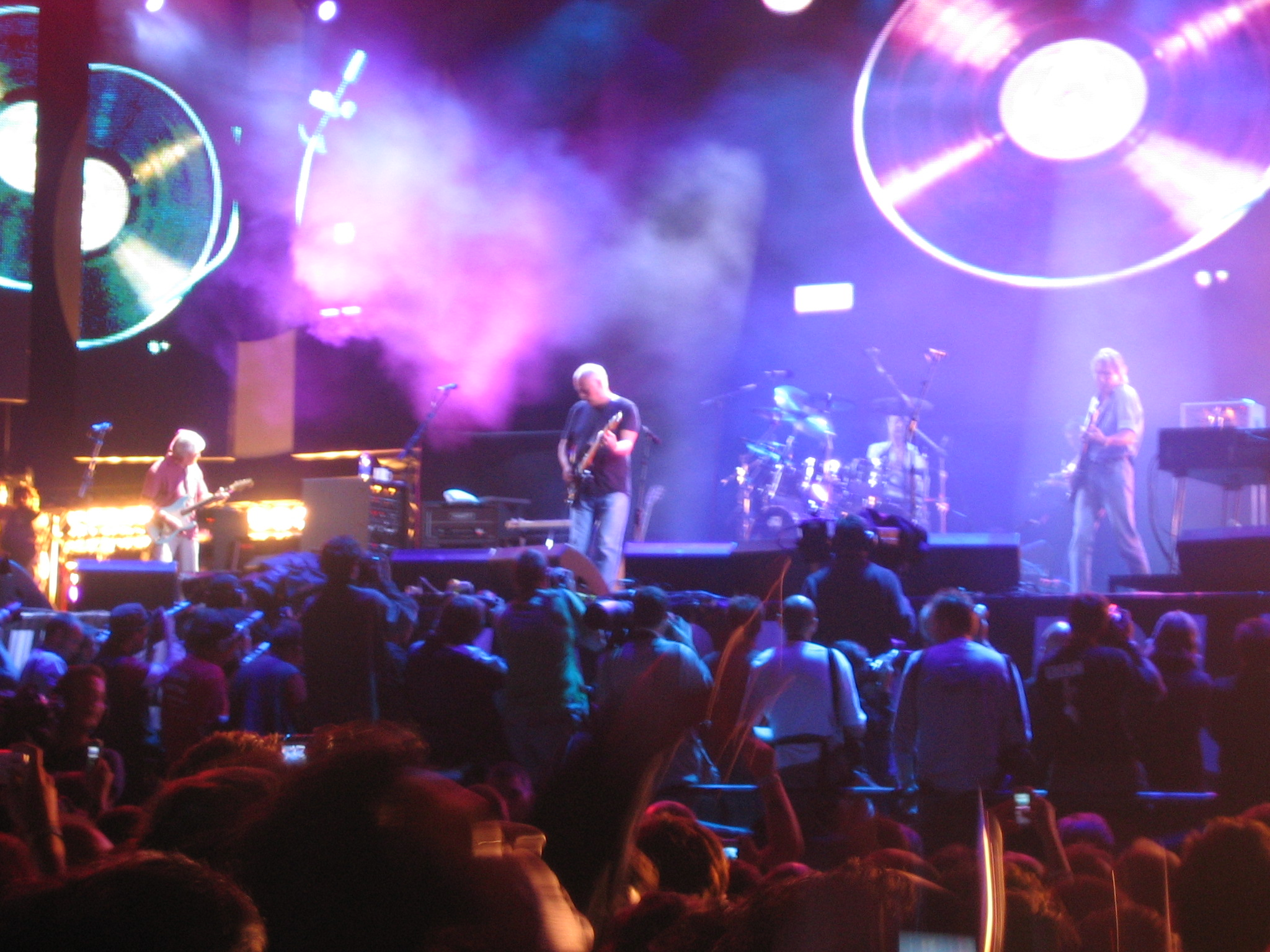
Pink Floyd
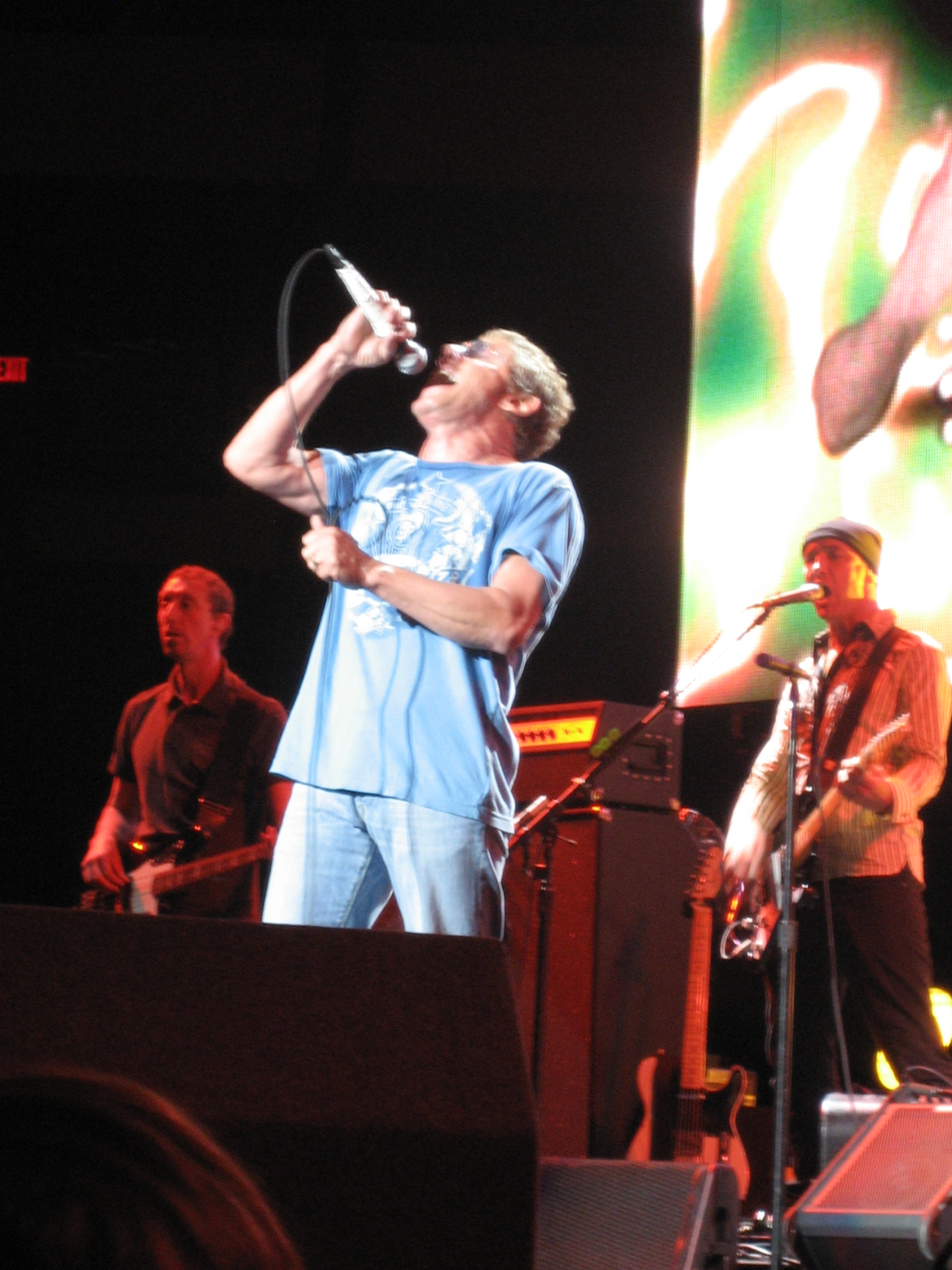
The Who